# Kranioektodermale Dysplasie
Die Kranioektodermale Dysplasie (CED)  ist eine sehr seltene angeborene Ektodermale Dysplasie mit den Hauptmerkmalen Zahn- und Haarfehlbildungen. Sie wird zu den Ziliopathien gerechnet.
Synonyme sind: Levin Syndrom 1; Sensenbrenner-Syndrom; Sensenbrenner–Dorst–Owens Syndrom
Die Erstbeschreibung stammt aus dem Jahre 1975 durch die US-amerikanischen Pädiater J. A. Sensenbrenner, J. P. Dorst, R. P. Owens.
Eine weitere Beschreibung stammt aus dem Jahre 1877 von L. S. Levin und Mitarbeiter.

## Verbreitung
Die Häufigkeit wird mit unter 1 zu 1.000.000 angegeben, bislang wurde über etwa 20 Betroffene berichtet. Die Vererbung erfolgt autosomal-rezessiv.

## Ursache
Je nach zugrunde liegender Mutation können folgende Typen unterschieden werden:
- Typ 1 mit Mutationen im IFT122-Gen auf Chromosom 3 Genort q21.3-q22.1[5]
- Typ 2 mit Mutationen im WDR35-Gen auf Chromosom 2 Genort p24.1[6]
- Typ 3 mit Mutationen im IFT43-Gen auf Chromosom 14 Genort q24.3[7]
- Typ 4 mit Mutationen im WDR19-Gen auf Chromosom 4 Genort p14[8]

und eventuell noch
- Typ 5 mit Mutationen im IFT52-Gen auf Chromosom 20 Genort q13.12[9]

## Klinische Erscheinungen
Klinische Kriterien sind:
- Hypotrichose mit sehr dünne, wenig pigmentierten und wenigen Haaren
- Zahnfehlbildungen mit Hypodontie, Mikrodontie, Schmelzhypoplasie, Taurodontie
- Dolichozephalie bei vorzeitiger Synostose der Sagittalnaht
- Gesichtsdysmorphie mit prominenten Stirnhöckern, eingezogenem Nasensattel, kleine Nasenwurzel, Epikanthus
- Nystagmus
- Minderwuchs
- Skelettdysplasie mit armbetonter Rhizomelie, überstreckbaren Gelenken, kurzem schmalen Brustkorb, Trichterbrust
- Veränderungen an Fingern und Zehen: Brachydaktylie, gehäuft Syndaktylie und Klinodaktylie der Kleinfinger, Nagelauffälligkeiten

Hinzu kommen Nephronophthise bis zur Niereninsuffizienz bereits im Kleinkindesalter, Leberfibrose und Augenveränderungen wie Retinitis pigmentosa.

## Diagnose
Die Erkrankung kann bereits pränatal mittels Feinultraschall erfasst werden.

## Differentialdiagnose
Abzugrenzen sind die Asphyxierende Thoraxdysplasie (Jeune) und das Ellis-van-Creveld-Syndrom.

## Heilungsaussicht
Die Prognose wird durch die Beeinträchtigung der Nieren-, Herz- und Lungenfunktion bestimmt.